# Bell 429
El Bell 429 Global Ranger es un helicóptero bimotor ligero basado en el Bell 427, desarrollado por Bell Helicopter y Korea Aerospace Industries. El primer prototipo voló por primera vez el 27 de febrero de 2007  y recibió la certificación el 1 de julio de 2009. El Bell 429 tiene la capacidad de volar con un solo piloto en IFR y en operaciones en Pista de Categoría A.

## Desarrollo
El impulso para el desarrollo del Bell 429 provino principalmente de la industria de los servicios médicos de emergencia (EMS), que buscaba un helicóptero actualizado. El Bell 427 fue pensado originalmente para hacer frente a este mercado, pero la pequeña cabina del 427 no es la adecuada para colocar una camilla, y los instrumentos no están certificados para el vuelo instrumental (IFR). El concepto original del Bell para el 429 era una versión alargada del 427 (presentado como Bell 427s3i en el 2004 HAI Helicopter Show), pero todavía no proporcionaba lo que Bell y sus asesores de clientes buscaban.

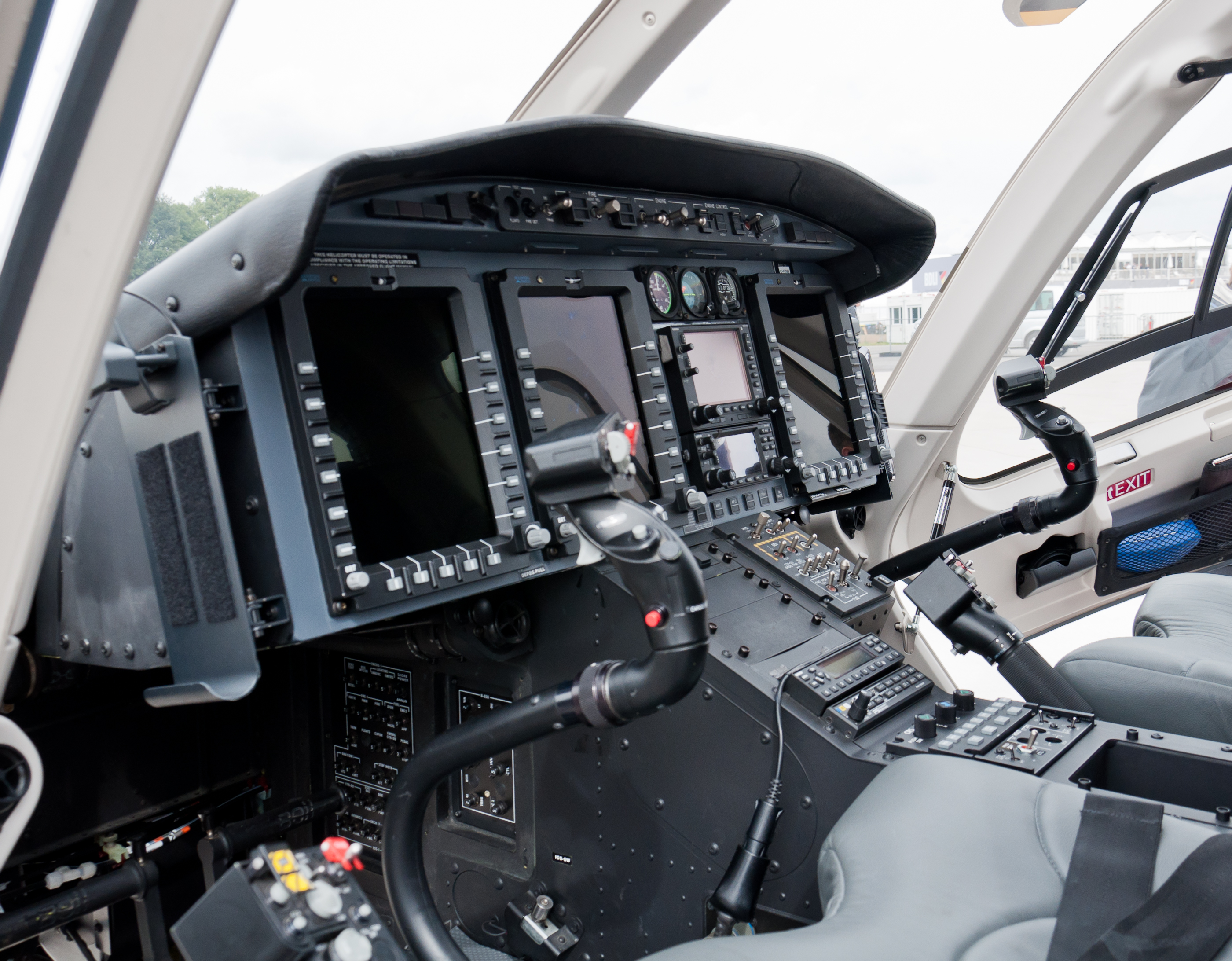
Cabina del Bell 429.

Bell abandonó la célula del 427 y se fue a su concepto de fuselaje MAPL (línea modular de productos asequibles), que estaba todavía en desarrollo conceptual. El 429 utiliza el concepto totalmente nuevo de fuselaje modular y el diseño avanzado de las palas del rotor del programa MAPL, pero mantiene un motor derivado del sistema de propulsión del rotor del 427. El modelo básico incluye una cabina de cristal y está certificado para un solo piloto IFR. Bell se asoció con Korea Aerospace Industries y Mitsui Bussan Aeroespace de Japón en el desarrollo del helicóptero.
Bell había volado la mayoría de los componentes críticos de la tecnología MAPL, utilizando un aparato 427 de pruebas en febrero de 2006. El primer 429 completo voló el 27 de febrero de 2007. La certificación estaba prevista inicialmente para finales de 2007, pero los retrasos en el programa previsto, causados principalmente por la escasez de piezas y material común a todos los fabricantes de la aviación en ese período de tiempo, hizo que el fabricante alargara del tiempo de desarrollo. En octubre de 2007 se estableció la configuración externa. En febrero de 2008, Bell tenía tres 429 en pruebas de vuelo que completaron unas 600 horas de vuelo. El 429 llevó a cabo sus pruebas de certificación de gran altitud en Leadville, Colorado y su certificación de altas temperaturas en Lake Havasu City, Arizona.

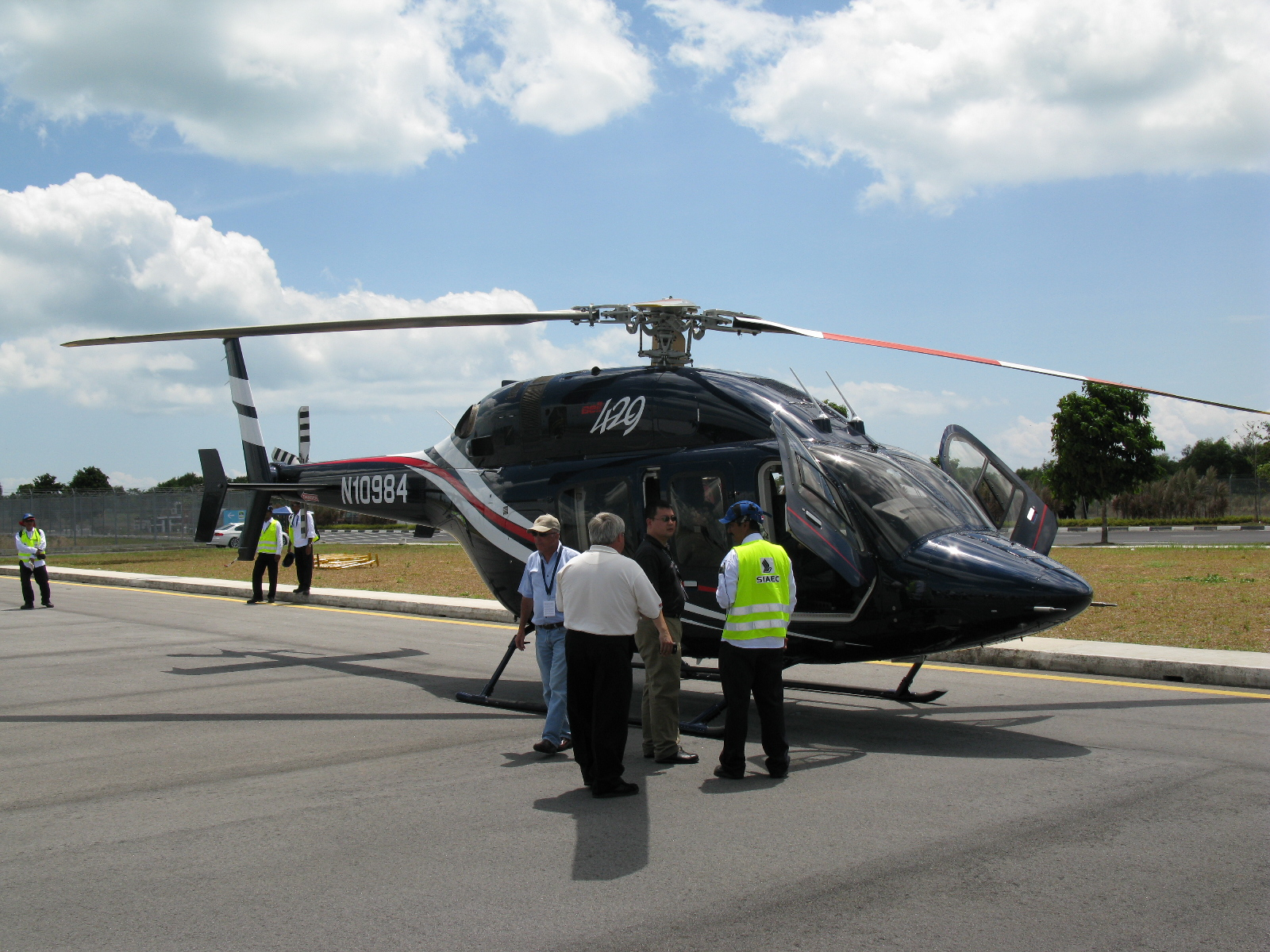
Bell 429 en el Singapore Air Show 2010.

El helicóptero recibió la certificación de tipo de Transport Canada Civil Aviation (ATCC) el 1 de julio de 2009, y de la Administración Federal de Aviación (FAA) el 7 de julio de 2009. La certificación de EASA fue anunciada en Helitech el 24 de septiembre de 2009. La TCCA y las autoridades de algunos otros países aprobaron más tarde una exención de peso aumentada para el aparato. Sin embargo, la FAA y la EASA no estuvieron de acuerdo con la exención de peso, que había permitido al 429 operar con la Guardia Costera Canadiense.
En junio de 2009, el Bell 429 había recibido más de 301 pedidos. El cliente de lanzamiento del Bell 429 es Air Methods Corporation, el mayor proveedor de evacuación médica en los Estados Unidos. El 7 de julio de 2009, la aeronave con número de serie 57006 fue entregada a los primeros clientes Air Methods (propietario) y la Mercy One (operador) en la planta de Bell en Mirabel, Canadá.

## Diseño

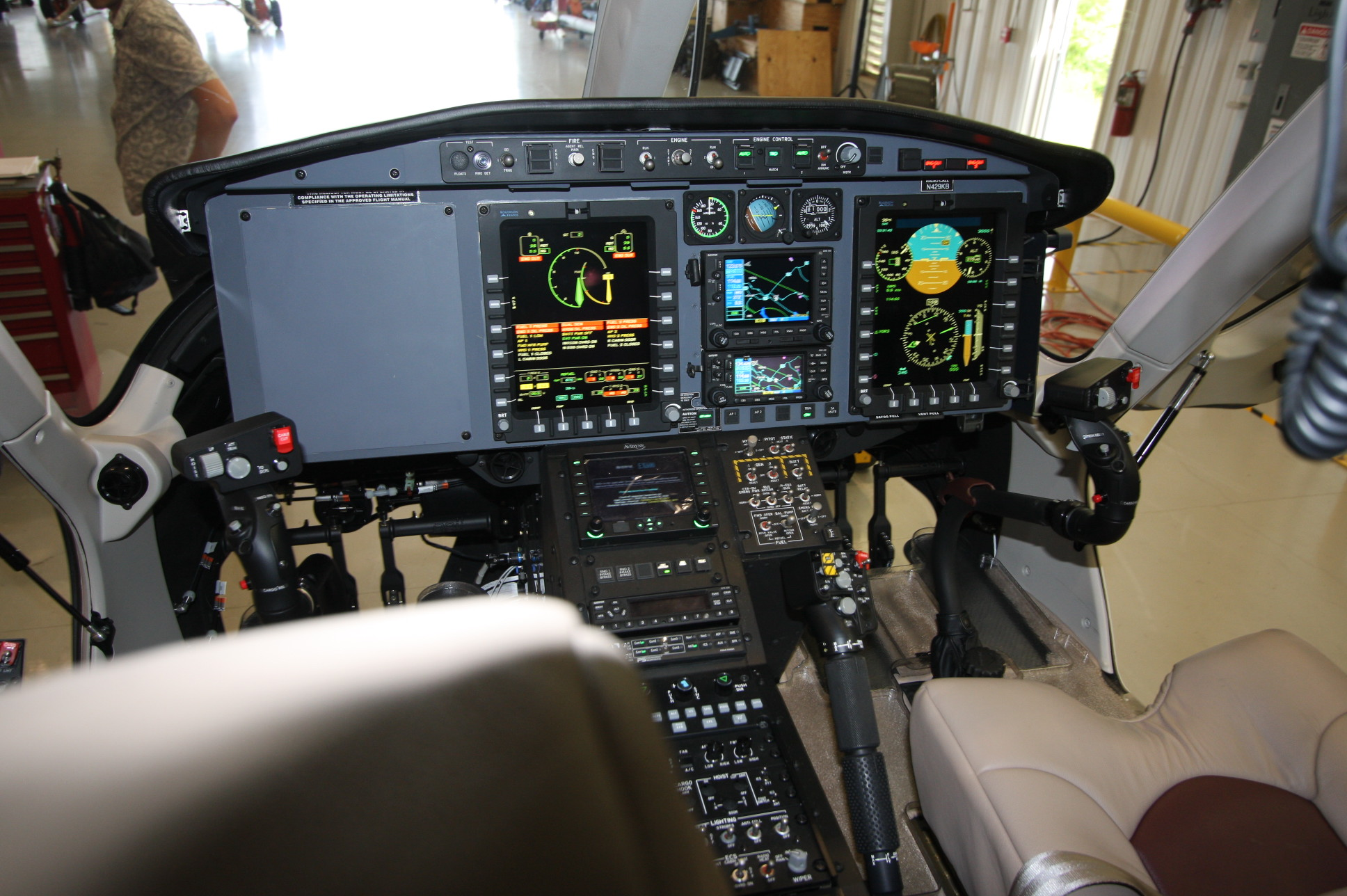
Panel de instrumentos del Bell 429

El Bell 429 tiene un sistema de rotor de cuatro palas con varillas flexibles en el plano. Las palas del rotor son de material compuesto y tienen las puntas dobladas para reducir ruido. El rotor de cola se compuso apilando dos rotores bipala colocados a intervalos desiguales (formando una X) para reducir el ruido. El volumen combinado de la cabina es de 5,78 m³, con una cabina de pasajeros de 3,68 m³ y un área de equipaje de 2,21 m³, con el suelo plano para la carga de pacientes. Un sistema de puertas posteriores de tipo almeja bajo el puro de cola es opcional para facilitar la carga de los pacientes.
El 429 tiene la cabina de cristal con piloto automático de tres ejes (opcional sistema de cuatro ejes) y director de vuelo estándar. Posee un tren de aterrizaje estándar de patines. Se puede equipar con tren retráctil, ganando 5 nudos de velocidad de crucero. El helicóptero es de categoría IFR con un solo piloto. Es capaz de operar con un motor inoperativo. La transmisión principal está clasificada para 5000 horas entre revisiones y la caja reductora del rotor de cola está clasificada para 3200 horas.

## Operadores
Andorra
- Medios aéreos gobierno de Andorra

 Argentina

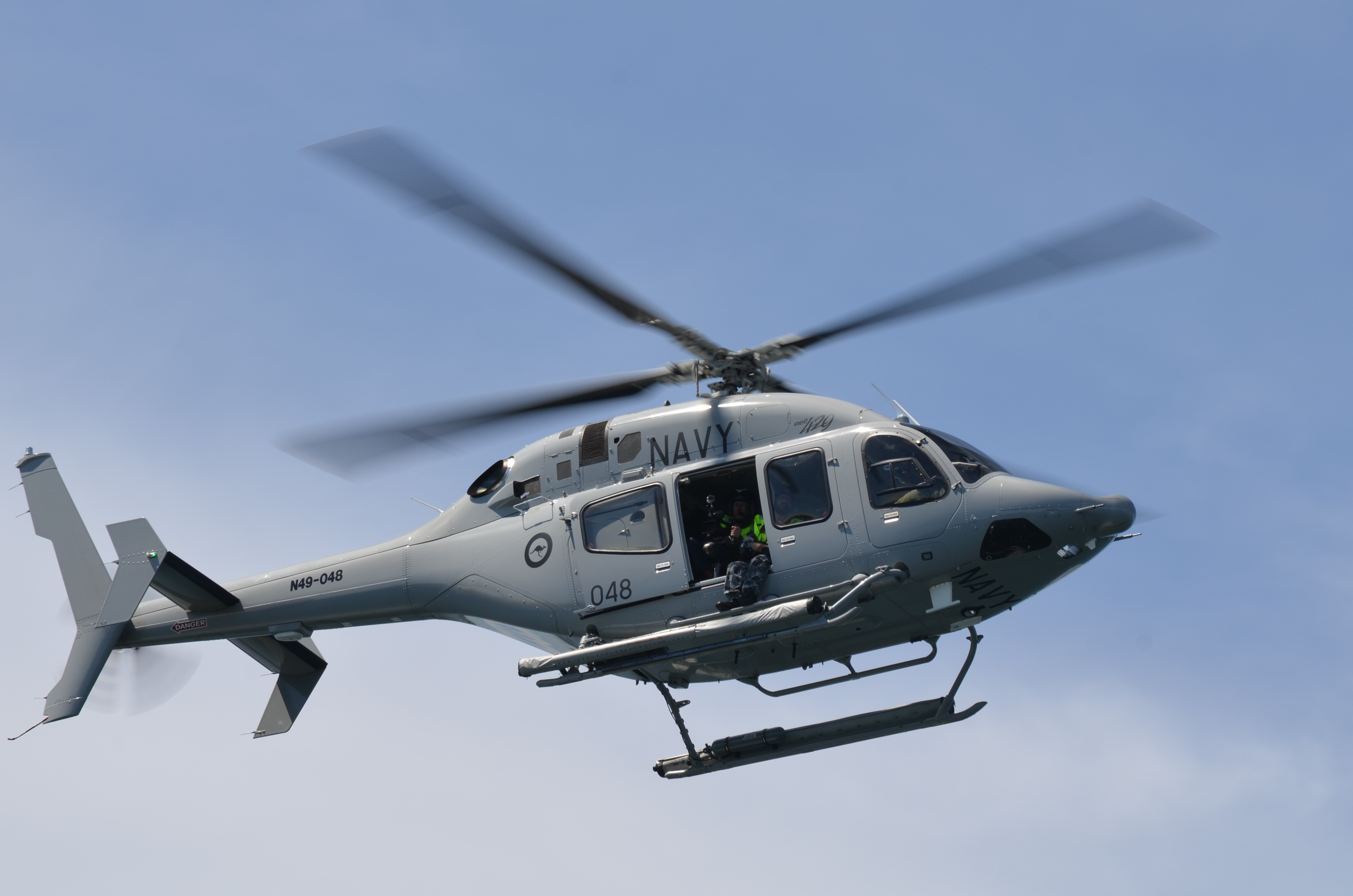
Un Bell 429 de la Armada Real Australiana.

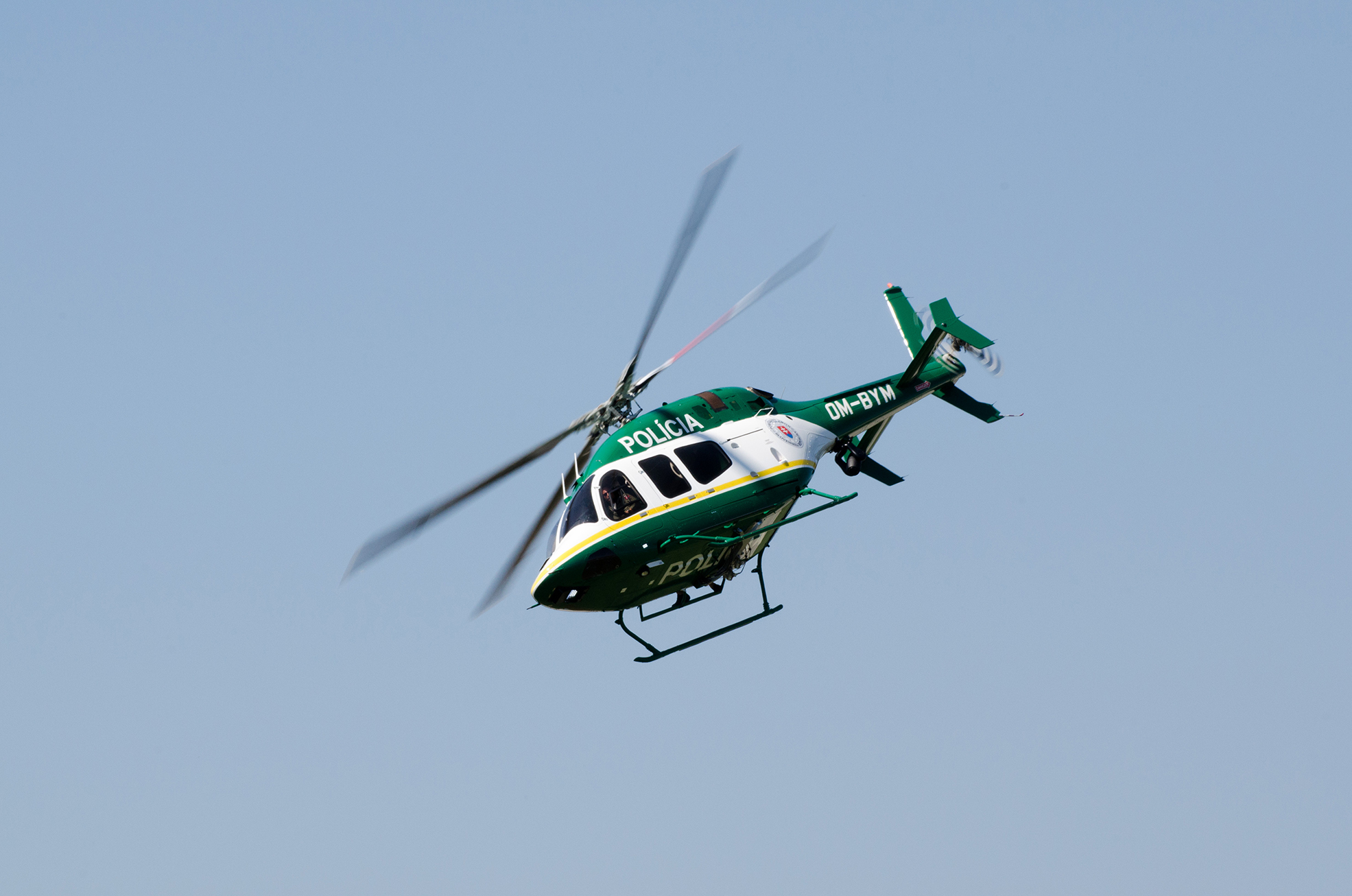
Bell 429 de la Policía eslovaca.

- Helicóptero de la Gobernación de San Juan
- Helicóptero de la Gobernación de Santa Fe
- Helicóptero de la Gobernación de Salta
- Helicóptero de la Policía de Entre Ríos[19]

 Australia
- Armada Real Australiana[20]
  - 723 Squadron RAN[21]

 Canadá
- Guardia Costera de Canadá: 15 en servicio[22][23]

 Eslovaquia
- Ministerio de Interior: dos en servicio[24]

 Estados Unidos
- Delaware State Police[25]
- Fairfax County Police Department[26]
- Universidad de Texas A&M[27]
- Departamento de Policía de Nueva York[28]
- Arizona Department of Public Safety[29]
- Texas - CareFlite, basada en Grand Prairie, compró dos Bell 429.[30]

 Honduras
- Helicóptero Presidencial

 Kuwait
- Ambulancia Aérea del Ministerio de Salud[31]

 México
- Gobierno Del Estado De Chihuahua, Transporte Del Gobernador del Estado (Accidentado el día 14/Ago/2015).
- Ciudad de México, Agrupamiento Cóndores. Ambulancia aérea (XC-DMM).

 Omán
- Ministerio de Defensa: al menos un aparato[32][33]

 Puerto Rico
- Puerto Rico State Police[34]

 Reino Unido
- Wiltshire Air Ambulance[35]

 República Dominicana
- Helidosa Aviation Group

 Suecia
- Swedish National Police: siete Bell 429 en servicio a mitad de enero de 2016.[36]

 Turquía
- General Directorate of Security[37]

## Especificaciones
Referencia datos: Bell 429 brochure, Bell Helicopter 429 product specifications, Flug Revue Bell 429 page, Aviation Week

### Características generales
- Tripulación: 1
- Capacidad: 7 pasajeros (6 en el compartimiento de pasajeros, 1 al lado del piloto)[5]
- Longitud: 12,7 m (41,7 ft)
- Diámetro rotor principal: 11 m (36 ft)
- Altura: 4 m (13,3 ft)
- Peso vacío: 1925 kg (4242,7 lb)
- Peso útil: 1250 kg (2755 lb)
- Peso máximo al despegue: 3175 kg (6997,7 lb)
- Planta motriz: 2× Turboeje Pratt & Whitney Canada PW207D1.
  - Potencia: 466 kW (642 HP; 634 CV) cada uno.
- Volumen de la cabina: 5,8 m³

### Rendimiento
- Velocidad nunca excedida (Vne): 287 km/h (178 MPH; 155 kt)
- Velocidad crucero (Vc): 273 km/h (170 MPH; 147 kt)
- Alcance: 722 km (390 nmi; 449 mi)
- Techo de vuelo: 6096 m (20 000 ft)

## Aeronaves relacionadas

### Desarrollos relacionados
- Bell 206
- Bell 407
- Bell 427

### Aeronaves similares
- MD Helicopters MD Explorer
- AgustaWestland AW109
- Eurocopter EC135

### Secuencias de designación
- Secuencia Numérica (interna de Bell): ← 412 - 417 - 427 - 429 - 430 - 440 - 445 →